# 义安郡
义安郡（潮州話白話字：Ngĩ-ang），中国古郡名。
东晋义熙九年（413年）（一說隆安元年，即397年）将东官郡一分为二，东部析出义安郡，治所初设于韩江东岸（今属广东省潮州市潮安区归湖镇），后迁至今潮州城，辖海阳县、潮阳县、绥安县、海宁县、义招县5县。
隋朝开皇十年（590年），废义安郡，撤海阳县，改置义安县，原管辖地属循州。开皇十一年（591年）在原义安郡地置潮州，领义安、潮阳、海宁、绥安、义招、程乡县（今梅州市梅县区）6县。大业三年（607年）复郡废州，罢潮州复为义安郡，同年改义安县为海阳县。唐朝武德四年（621年），义安郡复为潮州。